# 查加尔西亚梅迪亚内罗
查加尔西亚梅迪亚内罗，是西班牙卡斯蒂利亚-莱昂萨拉曼卡省的一个市镇。 总面积15平方公里，总人口136人（2001年），人口密度9人/平方公里。